# Benihana
Benihana es un restaurante estadounidense que posee cerca de 80 franquicias alrededor del mundo. Su especialidad es la cocina japonesa, que es el elemento insignia de la marca Benihana. La empresa, fundada en 1964, también incluye las marcas Haru (fusión cocina) y RA restaurantes Sushi.
En 1995 todas las marcas que conformaban la franquicia pasaron a denominarse como Benihana Inc.
La compañía ha ampliado desde entonces sus operaciones por la compra de restaurantes que operan bajo los nombres de Haru y RA Sushi. Haru tiene su sede en Nueva York; RA tiene oficinas en todo el país, y tiene su base en Scottsdale, Arizona. A pesar de que Benihana es propietario de estos conceptos, son operados de manera independiente y se desarrollan de forma autónoma. Al momento de la transición también adquirió los restaurantes Samurai y restaurantes de Kyoto, que se han incorporado a sus otras marcas.

## Localizaciones internacionales
A lo largo de su historia, el restaurante ha logrado su internacionalización, y ha logrado establecerse en 21 países, los cuales son:
| América | Europa                               | Asia                                                                                           | Oceanía     |
| --- | ------------------------------------ | ---------------------------------------------------------------------------------------------- | ----------- |
| - Aruba - Canadá - Chile - El Salvador - Estados Unidos - Panamá - Perú - Trinidad y Tobago - Venezuela (cerrado en el 2016) - México | - Eslovaquia - Rumania - Reino Unido | - Indonesia - Jordania - Kuwait - Líbano - Arabia Saudita - Emiratos Árabes Unidos - Tailandia | - Australia |